# Batalla de Amorgos (1312)
La batalla de Amorgos fue un enfrentamiento que tuvo lugar en 1312 entre las flotas de los caballeros hospitalarios y del beylicato turco de Mentese. La batalla fue una victoria hospitalaria aunque ambos lados padecieron fuertes pérdidas.

## Contexto
Después de la conquista de Rodas, que los hospitalarios convirtieron en su base de operaciones, los caballeros pronto emprendieron acciones militares en las aguas del mar Egeo. Sus objetivos no fueron solo barcos turcos, sino que también atacaron un barco genovés que comerciaba con el Egipto mameluco desafiando el embargo del Papa sobre tales actividades, a pesar de que los genoveses habían ayudado a los hospitalarios en la captura de Rodas. Cuando los genoveses enviaron un embajador a Rodas para exigir la liberación del barco en 1311, los caballeros se negaron. En represalia, los genoveses dieron 50.000 florines de oro a Mesud, emir de Mentese, a cambio de atacar a los caballeros.

## Batalla
Masud se apoderó de varios comerciantes rodios en el continente, y las galeras genovesas y turcas comenzaron a atacar la navegación hospitalaria. En 1312, sin embargo, la flota hospitalaria logró interceptar la flota de Mentese en la isla de Amorgos. Habiendo desembarcado los turcos en la isla, los hospitalarios quemaron los 23 barcos turcos y procedieron a atacar a los turcos. Según una crónica del siglo XV, más de 800 turcos fueron asesinados pero los hospitalarios también sufrieron grandes pérdidas, con 57 caballeros y 300 soldados de infantería muertos. Sin embargo, una carta contemporánea de un embajador aragonés al Concilio de Vienne menciona 1.500 turcos y 75 caballeros asesinados. Después de la batalla, los hospitalarios capturaron Cos y algunos castillos en el continente, probablemente en la costa de Mentese.